# Haidi Giuliani
Adelaide Cristina Gaggio, coniugata Giuliani, nota come Haidi Giuliani (Sant'Ambrogio di Valpolicella, 11 maggio 1944), è un'attivista ed ex politica italiana.
È conosciuta principalmente per essere la madre di Carlo Giuliani, manifestante ucciso a Genova nel 2001 all'età di 23 anni durante il G8, essendo sempre stata impegnata in prima persona per ottenere giustizia. 
Dal 2006 al 2008 è stata senatrice della Repubblica Italiana.

## Biografia

### Maestra e attivista
Adelaide Cristina Gaggio è nata l’11 maggio 1944 a Sant’Ambrogio di Valpolicella, in provincia di Verona. Diventa una maestra elementare a Milano, partecipa alle lotte per la scuola e nel 1962, con la sua partecipazione alla manifestazione per l'assassinio di Giovanni Ardizzone (giovane studente deceduto in circostanze analoghe a quelle di Carlo Giuliani), aderisce al Partito Comunista Italiano. Durante la militanza politica conosce il futuro marito Giuliano Giuliani, sindacalista della CGIL, da cui avrà i figli Carlo ed Elena. Su sua ammissione si allontana dal PCI dopo la morte di Enrico Berlinguer. Sua cognata era Maria Elena Angeloni (1939-1970), moglie di Veniero Gaggio, fratello di Adelaide, deceduta nella preparazione di un attentato dinamitardo contro l'ambasciata statunitense ad Atene, per colpire la dittatura dei colonnelli.

### L'uccisione del figlio e la militanza politica
Nei primi momenti successivi alla scomparsa del figlio, ucciso il 20 luglio 2001 in uno scontro in piazza Alimonda, a Genova, raggiunto da un colpo di pistola sparato dal carabiniere Mario Placanica durante i fatti del G8 di Genova, Haidi Giuliani era restia ai riflettori della stampa ed aveva declinato anche una proposta dell'avvocato Giuliano Pisapia. Il suo impegno politico si è determinato nel tempo, dando inizio alla propria testimonianza a Firenze, attività che divenne poi il fulcro della sua azione politica. 
A seguito del pensionamento si candida nelle liste di Rifondazione Comunista/Sinistra Europea, per il Senato della Repubblica in occasione delle elezioni politiche del 2006; risulta la prima dei non eletti, dopo il compagno di partito Luigi Malabarba. Il 19 luglio 2006 Malabarba rassegna le dimissioni, che tuttavia il Senato accetta solo l'11 ottobre 2006, dopo averle respinte due volte.

### Al Senato
Eletta il 12 ottobre 2006 senatrice della Repubblica per Rifondazione Comunista, subentrando al collega dimissionario Malabarba, dichiara:
Uno degli obiettivi principali di Haidi Giuliani è stata la creazione di una commissione di inchiesta, prevista solo nel programma dell'Unione, sui fatti del G8 di Genova. All'accusa di eccesso di personalismo ha risposto:
Insediatasi a Palazzo Madama, ha fatto parte come membro della 1ª Commissione permanente (Affari Costituzionali).
All'avvicinarsi dell'anniversario dei fatti del G8 di Genova, la senatrice ha affermato che «tra le forze dell'ordine ci sono delinquenti dediti all'odio e alla sopraffazione».

### La protesta contro i CPT
Il 9 dicembre 2006, insieme al deputato Francesco Saverio Caruso, suo compagno di partito, Haidi si è barricata all'interno del centro di permanenza temporanea di Crotone e successivamente si è recata in quello di Lamezia Terme per contestare la totale assenza di diritti all'interno di queste strutture e per chiederne la chiusura.
Nel 2007 è tra i fondatori dell'Osservatorio sulla Repressione, associazione di promozione sociale che si prefigge di promuovere e coordinare studi, ricerche, dibattiti e seminari, sui temi della repressione, della legislazione speciale e della situazione carceraria.

### Elezioni europee del 2009

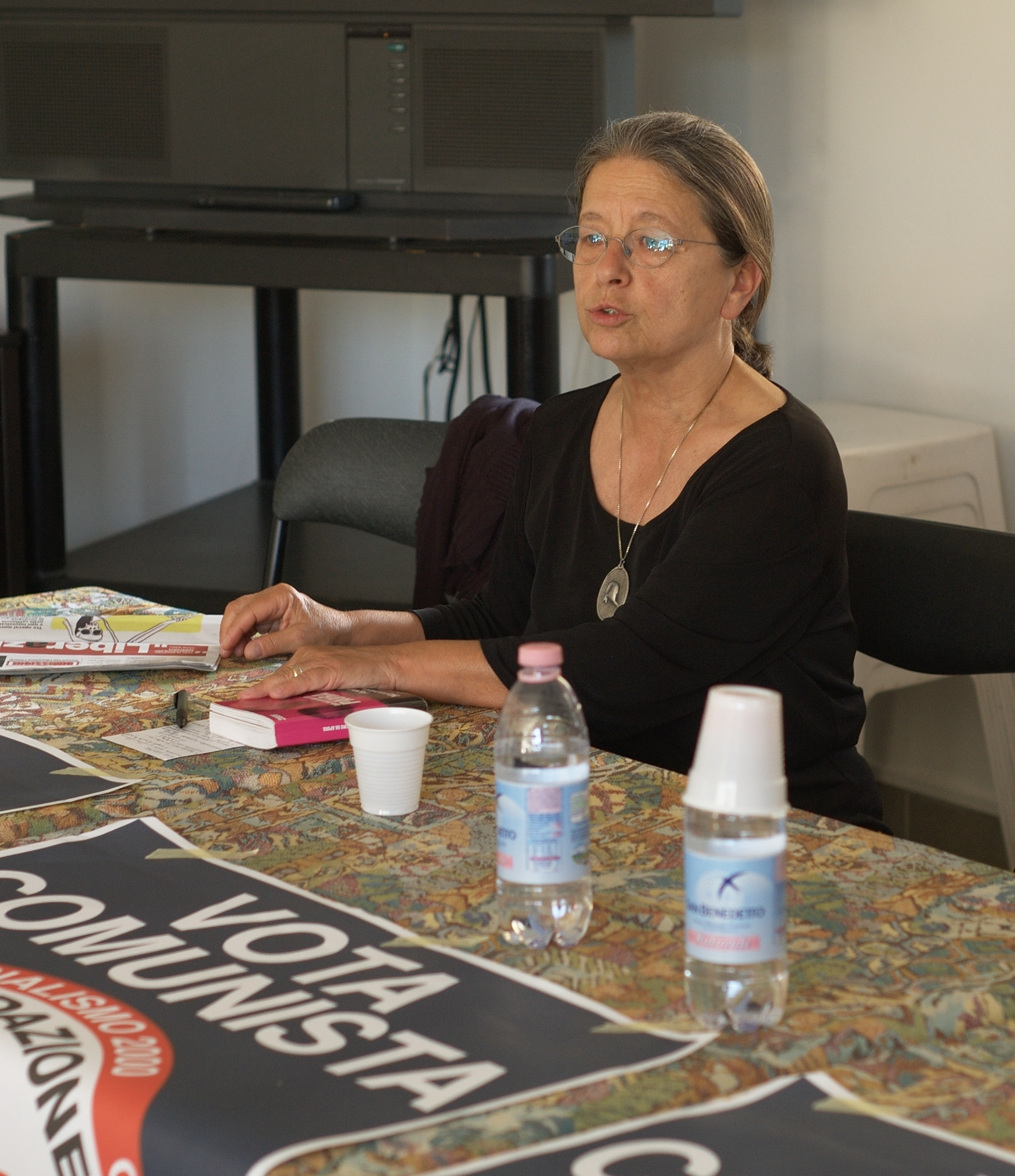
Haidi Giuliani durante la campagna elettorale 2009

Nel 2009 Haidi Giuliani si è candidata con PRC e PdCI alle elezioni europee nella circoscrizione nord-ovest, non risultando eletta.

## Scritti
- Haidi Giuliani, Giuliano Giuliani, Antonella Marrone, Un anno senza Carlo, Milano, Baldini Castoldi Dalai, 2002 ISBN 88-8490-247-9
- Haidi Gaggio Giuliani, Paola Staccioli, Non per odio ma per amore. Storie di donne internazionaliste, Roma, Derive Approdi, 2012 ISBN 978-88-6548-058-8

## Filmografia
- Carlo Giuliani, ragazzo (2002), regia di Francesca Comencini